# 翻案権
翻案権（ほんあんけん）とは、著作権の支分権の一つであり、著作物を独占排他的に翻案する権利をいう。

## 概要
翻案とは、既存の著作物に依拠し、かつ、その表現上の本質的な特徴の同一性を維持しつつ、具体的な表現形式を変更して新たな著作物を創作する行為であると解されている。翻案の例としては、小説を映画化やゲーム化する行為、一話完結形式の漫画の連載において同一のキャラクターを用いて新たな続編を創作する行為などが挙げられる。翻案権は独占排他権であるから、翻案権者に無断で著作物を翻案する行為は、原則として翻案権の侵害となる。
複製権と同様に制限があり、私的使用や学校教育など一定の目的の元で使用する場合には自由に翻訳、編曲、変形、翻案を行うことができる。
翻案権で問題となるのは、既存の著作物のアイデアを用いて新たな著作物を創造することとの区別（翻案権侵害にならない）である。翻案に当たるのは、あくまで著作物となる思想又は感情を創作的に表現した部分の表現上の本質的な特徴を直接感得できる場合だけであり、思想・感情・アイデア・事実・事件などが酷似していてもそれだけでは翻案には当たらない。
またプログラムの翻案については、昭和48年の文化庁の第2小委員会（コンピユーター関係）報告書で「プログラムの翻案とは、既存のプログラムの基本的な筋、仕組等に変更を加えず、表現を変えて新たなプログラムを創作することである。」とされている。
著作権法の改正によって、検索サービスは必要範囲内で複製と翻案ができるようになった (許可されている改変はあくまで翻案のみ)。ただし、「当該検索結果提供用記録に係る著作物に係る送信可能化が著作権を侵害するものであること（国外で行われた送信可能化にあつては、国内で行われたとしたならば著作権の侵害となるべきものであること）を知つたときは、その後は、当該検索結果提供用記録を用いた自動公衆送信（送信可能化を含む。）を行つてはならない」とされている。
著作権管理団体においては、翻案権の管理をしていない団体が存在する (JASRACなど)。
なお、著作物の改変を禁止する権利は、著作権ではなく著作者人格権の同一性保持権によって定められており、一身専属性となっている。場合によっては私的改変も同一性保持権の侵害となり、他人の使用によるそれを惹起するツールの提供は不法行為となる。ただし、既存の著作物を素材として使い、新たな著作物を作る行為については、「他人の著作物を素材として利用しても、その表現形式上の本質的な特徴を感得させないような態様においてこれを利用する行為は、原著作物の同一性保持権を侵害しないと解すべきである」とされている。

## 他国の例
- 英語圏では、adaptation right と呼ばれる[11]。